# Castellserà
Castellserà est une commune d'Espagne dans la communauté autonome de Catalogne, province de Lérida, de la comarque d'Urgell

## Personnalités liées à la commune
- Aurèlia Pijoan Querol (1910-1998), médecin et femme politique, est née à Castellserà.